# Santa Maria della Consolazione (Rom-Campitelli)

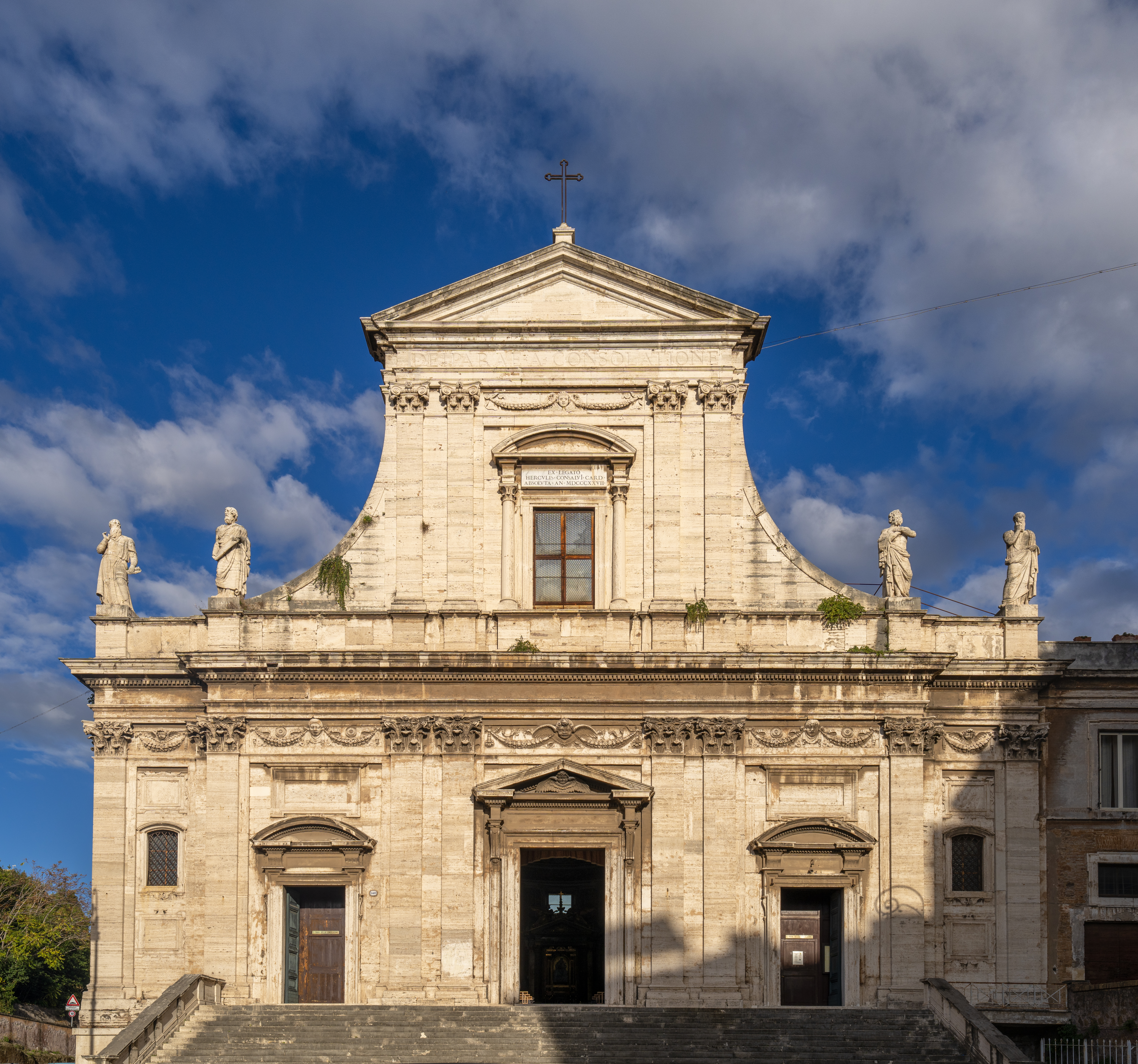
Die Fassade von Longhi und Belli

Santa Maria della Consolazione (lat.: Sanctae Mariae Consolationis) ist eine Kirche in Rom. Sie entstammt im Wesentlichen dem Barock und ist Klosterkirche der römischen Kapuziner. Bekannt ist sie für ihre Ausstattung mit Fresken und weiteren Kunstwerken.

## Lage
Die Kirche liegt im X. römischen Rione Campitelli in unmittelbarer Nähe zum Forum Romanum etwa 100 Meter südwestlich des Porticus der Dei Consentes. Sie wird aufgrund ihrer Lage in Rom meist Santa Maria della Consolazione al Foro Romano genannt.

## Baugeschichte
Ein erster Kirchenbau an dieser Stelle wurde unter dem Pontifikat Papst Pauls II. 1470 geweiht. Dieser Bau war die Kirche des hier gelegenen Hospitals Maria zur Tröstung (ital. Maria della Consolazione). Bereits nach etwas mehr als 100 Jahren – ab 1583 – wurde die Kirche fast gänzlich umgebaut, ausführender Baumeister war Martino Longhi der Ältere. Er errichtete das Gebäude in der heutigen Form, konnte allerdings die Fassade nur bis zum Gesims ausführen. Der obere Stock der Fassade wurde erst 1827 von Pasquale Belli vollendet.

## Fassade

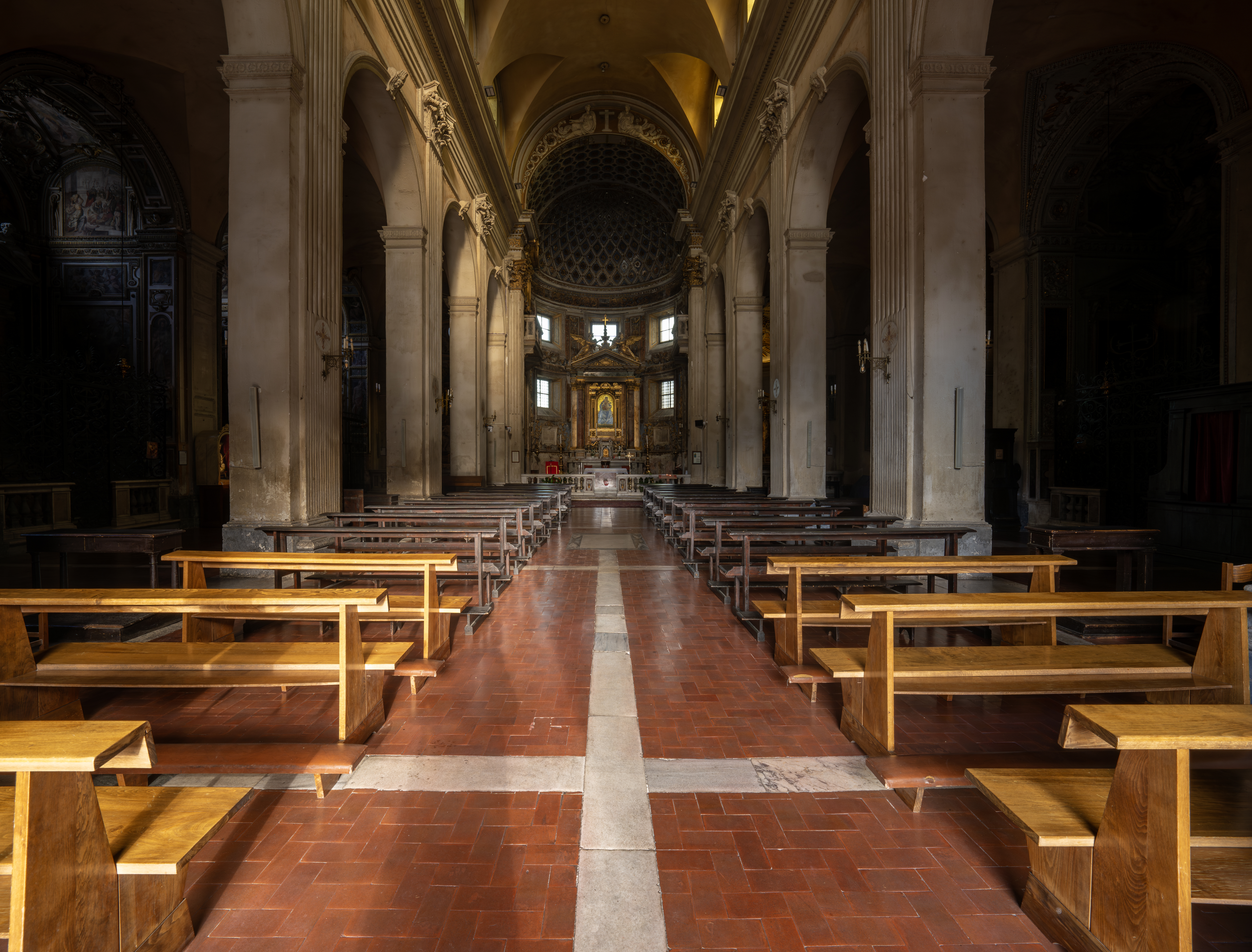
Blick durch das Hauptschiff zur Apsis

Die als „sehr elegant“ geltende Fassade ist nach Südwesten ausgerichtet. Sie ist aus Travertin errichtet und vom Grundaufbau her fünfachsig und zweigeschossig. Longhi staffelte die Fassade in zwei Ebenen, die beiden äußersten Achsen stehen deutlich hinter den mittleren dreien. Die Fläche ist zwischen den mittleren Achsen mit doppelt gestellten, nicht kannelierten Pilastern gegliedert, diese tragen Kapitelle nach korinthischer Ordnung. Zu den äußeren Achsen ist jeweils nur ein Pilaster gestellt, zwischen der vierten und fünften Achse wegen der hinteren Ebene als Eckpilaster ausgeführt. Zwischen den Kapitellen vermitteln Fruchtgirlanden und zentral eingefügte Puttenköpfe. Der eigentliche Zugang ist als Ädikulaportal gestaltet, die beiden seitlichen Zugänge werden von Segmentgiebeln überfangen. Oberhalb des einmal gekröpften Gesimses übernahm Belli die Ordnung des Untergeschosses nur im Bereich der Sockelzone. Anstelle der äußeren Pilaster errichtete er vier Heiligenstatuen. Lediglich die mittlere Achse wird wiederholt, die Pilaster tragen hier Kapitelle der Kompositordnung. Anstelle des Portals tritt ein einfaches Rechteckfenster, das von zwei schlanken Dreiviertelsäulen und einem abschließenden Segmentbogen gerahmt wird. Oberhalb des Fensters befindet sich eine Gedenktafel mit dem Hinweis auf die Fertigstellung der Fassade 1827. Belli übernahm auch die Gestaltung der Girlanden und des Puttenköpfchens zwischen den Kapitellen. Die Fassade wird von einem einfachen Dreiecksgiebel gekrönt. Der Unterschied zwischen den Fassadengeschossen ist dennoch spürbar, während im Untergeschoss die barocke Gestaltung zu erkennen ist, dominiert im Obergeschoss die klassizistische Kühle.

## Inneres und Ausstattung
Longhi führte das Innere als dreischiffige Pfeilerbasilika mit Seitenkapellen aus. An dem zum Chor hingesehenen linken Seitenschiff befinden sich fünf und am rechten Seitenschiff drei Seitenkapellen. Die Apsis wurde von Giacomo della Porta begonnen und von Longhi vollendet. Ungewöhnlich für römische Kirchen ist das zweigeschossige Fensterprogramm der Apsis. Das Hauptschiff wird von einem Tonnengewölbe mit Stichkappen zu den Fenstern hin bedeckt. Vor die Pfeiler stellte Longhi kannelierte Pilaster mit Kapitellen korinthischer Ordnung, diejenigen des Triumphbogens sind als gröber kannelierte Vierkantpilaster gestaltet.

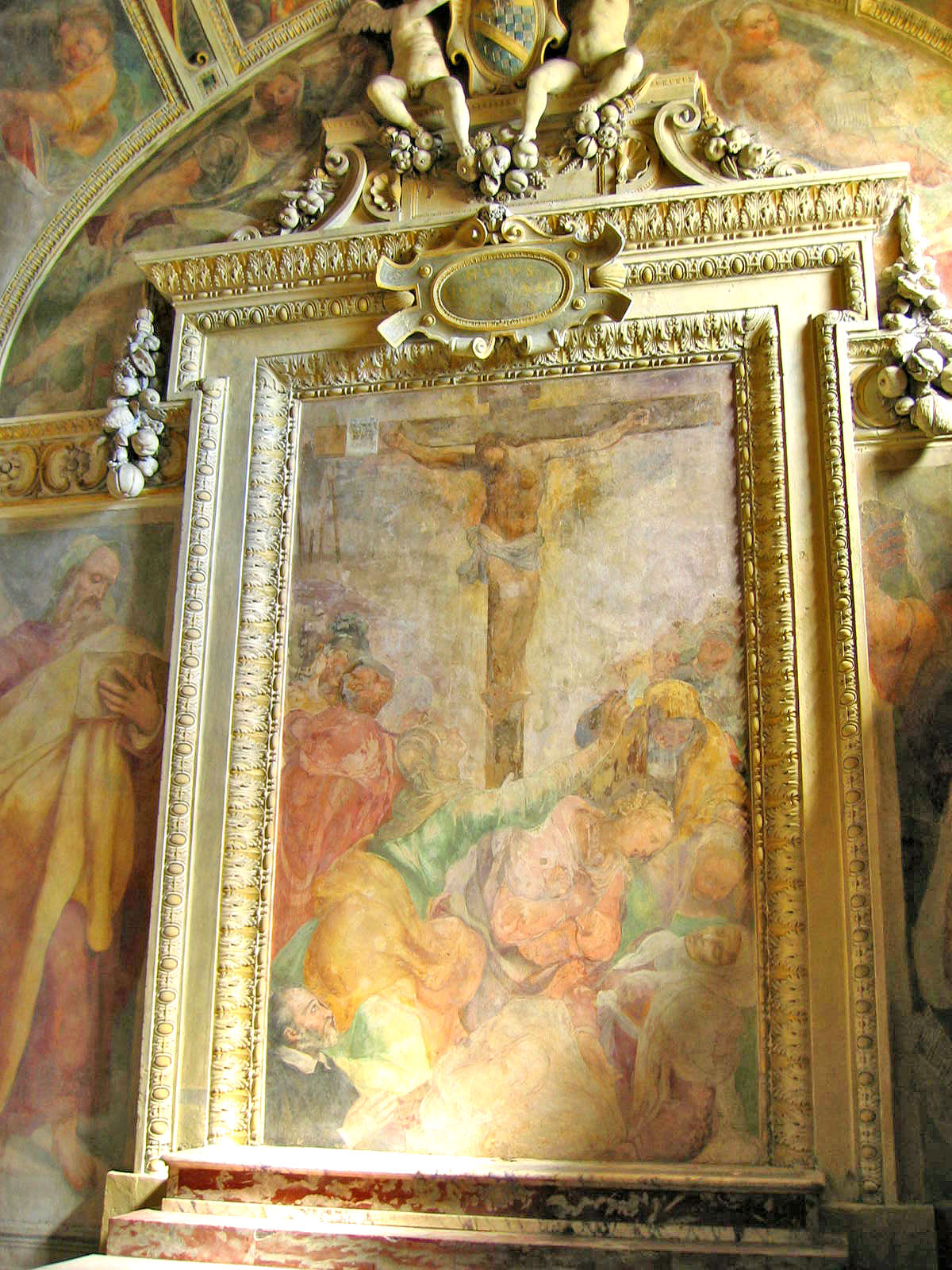
Eines der Fresken Zuccaris von 1556

Der Altarraum enthält zwei Bilder von Pomarancio, sie stellen Die Geburt Mariä und Himmelfahrt Mariä dar. Der Hochaltar ist eine Arbeit von Longhi selbst. Das als wundertätig geltende Altarbild enthält das Bildnis der Namensgeberin der Kirche und ist eine Arbeit von Antoniazzo Romano aus dem Jahr 1470.
Bekannt ist die Kirche für die leider erheblich beschädigten Fresken Taddeo Zuccaris in der ersten Seitenkapelle rechts von 1556. In dieser Kapelle, der Cappela Mattei, stellte Zuccari die Passionsgeschichte dar. Er schuf die Fresken durch Komposition verschiedener Stilelemente anderer Künstler, die Bewegung der Figuren haben ihre Vorbilder in den Arbeiten Francesco Salviatis, die Landschaften sind von Girolamo Muziano beeinflusst. Die Darstellung erinnert auch an Bilder Sebastiano del Piombos oder Daniele da Volterras.
Die dritte Kapelle rechterhand wurde von Giovanni Baglioni ausgemalt.
Auch von Pomarancio stammen die Fresken der zweiten Kapelle links, sie wird Capella della Madonna del Portico genannt.
Die Sakristei enthält einen Altar von Luigi Capponi, das Altarbild ist eine Arbeit Andrea Bregnos von 1486, es stellt Der gekreuzigte Jesus zwischen der Jungfrau Maria und dem Hl. Johannes dar.
In der Seitenkapelle Cappella Sacchi befindet sich eine Reliquie ex corpore des Heiligen Leopold Mandić.

## Öffnungszeiten
Die Kirche ist vormittags von 07:00 bis 12:00 Uhr und nachmittags 16:00 bis abends um 20:00 Uhr geöffnet.